# Czterech jeźdźców Apokalipsy (film 1921)
Czterech jeźdźców Apokalipsy (The Four Horsemen of the Apocalypse) – film fabularny z 1921 oparty na motywach powieści Vicente Blasco Ibáñeza o tym samym tytule. W Polsce dystrybutorem filmu był D./H. „Estefilm”
Sławna rola amanta kinowego Rudolfa Valentino z jeszcze bardziej sławną sceną tanga.

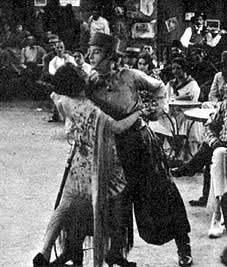

## Obsada
- Pomeroy Cannon – Julio Madariaga
- Bridgetta Clark – Doña Ludwika
- Josef Swickard – Marceli Desnoyers
- Rudolf Valentino – Juliusz Desnoyers
- Virginia Warwick – Chichí Desnoyers
- Alan Hale – Karl von Hartrott
- Stuart Holmes – kapitan Otto von Hartrott
- Mabel Van Buren – Helena
- John St. Polis – inż. Etienne Laurier
- Alice Terry – Mady Laurier
- Mark Fenton – senator Lacour
- Derek Ghent – René Lacour
- Nigel De Brulier – Chernow
- Bowditch M. Turner – Argensola
- Harry Northrup – niemiecki generał
- Wallace Beery – ppłk von Richthosen
- Arthur Hoyt – płk Schnitz

## Wyróżnienia
| Rok wpisania | National Film Registry |
| ------------ | --- |
| 1995         | Lista filmów budujących dziedzictwo kulturalne USA utworzona przez National Film Preservation Board i przechowywana w Bibliotece Kongresu Stanów Zjednoczonych |